# Alanje
Alanje è un comune (corregimiento) della Repubblica di Panama situato nel distretto di Alanje, provincia di Chiriquí, di cui è capoluogo. Si estende su una superficie di 21,4 km² e conta una popolazione di 2.406 abitanti (censimento 2010).